# Abbaye de Valbonne (Valbonne)
Pour les articles homonymes, voir Abbaye de Valbonne.
L'ancienne abbaye de Valbonne, autrefois abbaye Notre-Dame, est une abbaye du XIIIe siècle située à Valbonne dans le département français des Alpes-Maritimes. L'église est aujourd'hui sous l'invocation de saint Blaise.

## Historique
En 1199, des moines de l'ordre de Chalais, venant de l'abbaye de Prads du diocèse de Digne, s'installèrent à Sartoux du diocèse d'Antibes, dans le vallon de la Brague.
L'évêque d'Antibes Olivier autorisa leur abbé, Guillaume, à construire une église. Ce dernier quitta l'abbaye de Prads pour s'installer dans cette Vallisbona. Il la dirigea jusqu'en 1212.
La plupart des abbayes de l'ordre de Chalais étaient implantées dans les montagnes. L'installation d'une abbaye près de la Méditerranée pouvait leur permettre de descendre leurs moutons en hiver dans la vallée de la Brague.
Leur installation va être suivie à partir de 1219 d'un nombre important de donations. Le patrimoine de l'abbaye va se développer à Valbonne, à Mouans-Sartoux, à Gourdon, à Caussols, à Gréolières, La Napoule, Thorenc, Opio,...
En dehors de tout document la concernant, on sait que l'église a pu être construite à partir de 1199. Elle devait être terminée en 1230 car une donation faite le 14 juillet de cette année mentionne le grand autel de Notre-Dame. Dans un acte de 1240 il est précisé qu'il est passé ante ecclesiam Sancte Marie Vallisbone.
Mais dès 1246 l'opposition d'un coseigneur de Sartoux, Vidauban, va obliger l'abbé Pons de vendre une partie des biens de l'abbaye, puis à démissionner et se retirer à l'abbaye de Lérins. Les revenus de l'abbaye deviennent alors insuffisants. Son successeur, l'abbé Jacques (1246-1248), voit les biens de l'abbaye dilapidés. En 1285, l'abbé Maurin est déposé et l'abbaye est laissée sans supérieur. Le procureur de l'évêque de Grasse administre l'abbaye. En 1290, l'abbé de Prads, Hugues de Dourbes, essaie de reprendre l'abbaye et la confie à Bernard Conort mais les dettes sont trop importantes. Pour essayer de remettre de l'ordre dans les finances de l'abbaye, Bernard Conort offrit l'abbaye à l'abbaye de Saint-André, à Avignon, en 1297. L'évêque de Grasse refusa et la réunit à la mense capitulaire. Finalement, en 1303, l'évêque proposa un échange à l'abbaye de Lérins qui possédait des terres à proximité. L'accord ne se fit pas immédiatement mais fut finalement conclu en 1304.
Cet accord allait amener une réaction de l'abbaye de Saint-André d'Avignon qui y installa par la force un de ses moines comme prieur en 1319. Il y resta jusqu'en 1335. L'affaire fut portée devant la cour pontificale en 1338 qui donna raison à l'abbaye avignonnaise. Enfin, un accord fut trouvé entre les deux abbayes en 1345 et l'abbaye de Valbonne devint une dépendance de celle de Lérins. Valbonne fut à partir de cette date, jusqu'en 1788, date de sa sécularisation, un prieuré dépendant de l'abbaye de Lérins.
Si les statuts de 1353 mentionnent que deux moines et un prieur devait résider à Valbonne, les ravages provoqués par des bandes armées au XVe siècle vont entraîner le retrait des moines vers Lérins. Le prieuré était, depuis 1456, uni à l'office d'ouvrier de l'abbaye de Lérins.
L'église sert au XVIe siècle d'église paroissiale. En 1551, le vicaire général de Grasse note au cours d'une visite les propos du prêtre séculier qui décrit l'église que la maison claustrale s'en vient de tout à ruyne et st bien dangereuse de non estre par terre.
En 1617, l'évêque note que l'église a besoin de quelques réparations et donne l'ordre de les faire. Après sa visite du 28 octobre 1669, Mgr Louis de Bernage note que l'église est en bon état. Il est probable qu'elle avait dû être ruinée au XVe siècle et que des travaux importants de restauration ont été faits au XVIIe siècle. Une chapelle des Pénitents a été élevée contre son flanc nord au XVIIIe siècle.
Au milieu du XIXe des travaux ont été faits qui ont modifié l'aspect de l'église.
L'église a été restaurée entre 1969 et 1975 grâce au centre culturel de Valbonne dirigé par le docteur Terrel.
Pour son église et les bâtiments conventuels, cette abbaye fait l’objet d’une inscription au titre des monuments historiques depuis le 17 décembre 1984.
Un appel au don a été lancé par le municipalité de Valbonne en novembre 2022, pour la réhabilitation de l’Abbaye et la reconstruction de ses jardins. Ce chantier d’ampleur a pour objectif de restaurer et de réaménager l’ensemble tout en préservant son caractère historique, au plus près des dispositions médiévales initiales. Il s’agit également de replacer ce monument dans son site naturel en aménageant son parvis ainsi que ses abords paysagers et en reconstituant les jardins de l’Abbaye.

## Présentation
L’église abbatiale romane du XIIIe siècle, devenue église paroissiale à la construction du village, est l’exemple parfait de l'art chalaisien, très proche de l'art primitif cistercien. Le clocher a été ajouté au XIXe siècle. La salle Saint-Esprit attenante accueille régulièrement des expositions .
Les bâtiments conventuels, dont la restauration commencée en 1970 se poursuit, conservent de belles salles dont un dortoir des moines. Ils accueillent « Le Vieux Valbonne » qui présente de nombreux objets, ustensiles et outils représentatifs de la vie rurale du village et fait revivre, au travers de présentations et d’ouvrages, l’histoire du village et de l’ordre monastique de Chalais.
Plusieurs chapelles et oratoires, au village et dans la campagne, complètent l’architecture religieuse.

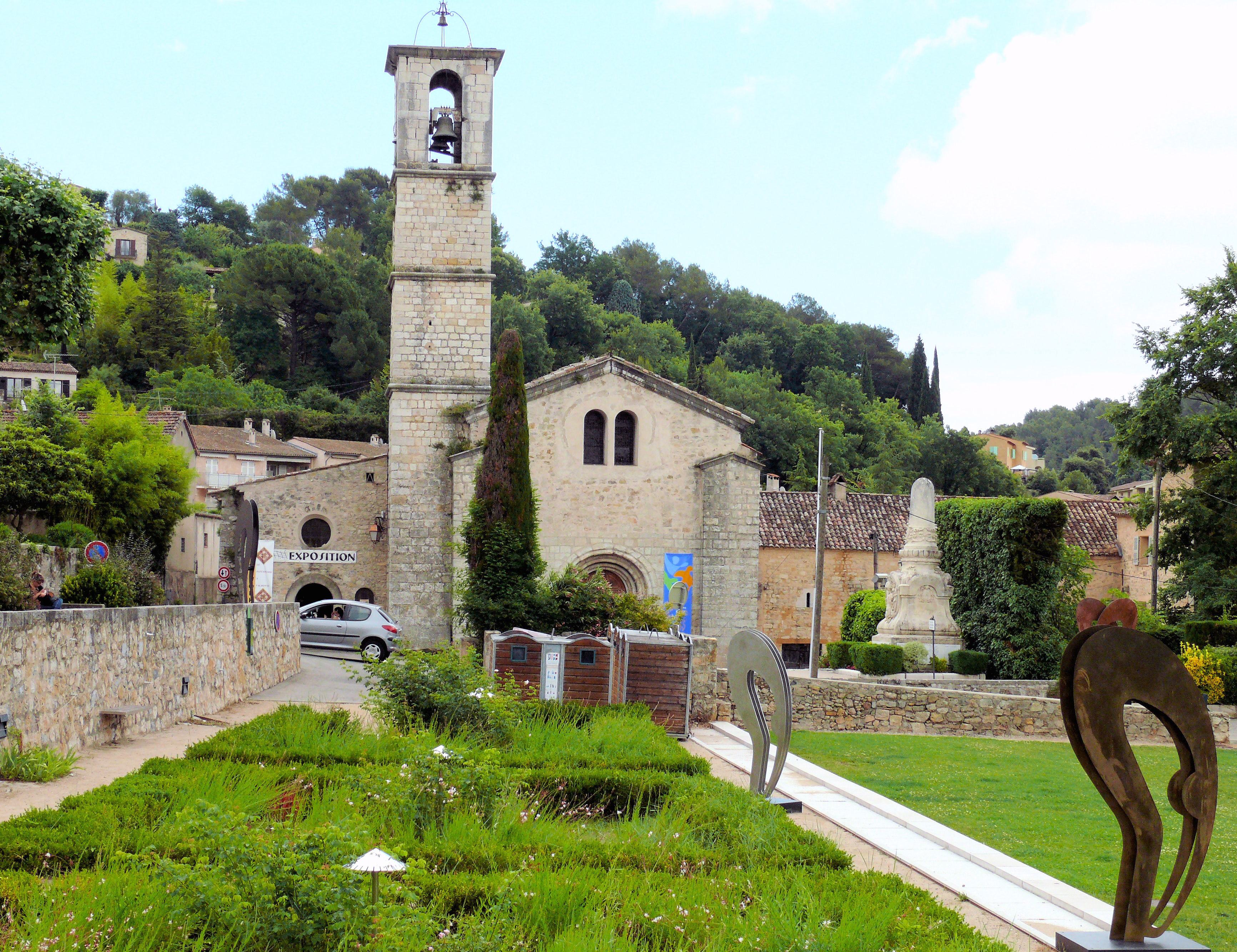
Vue d'ensemble.
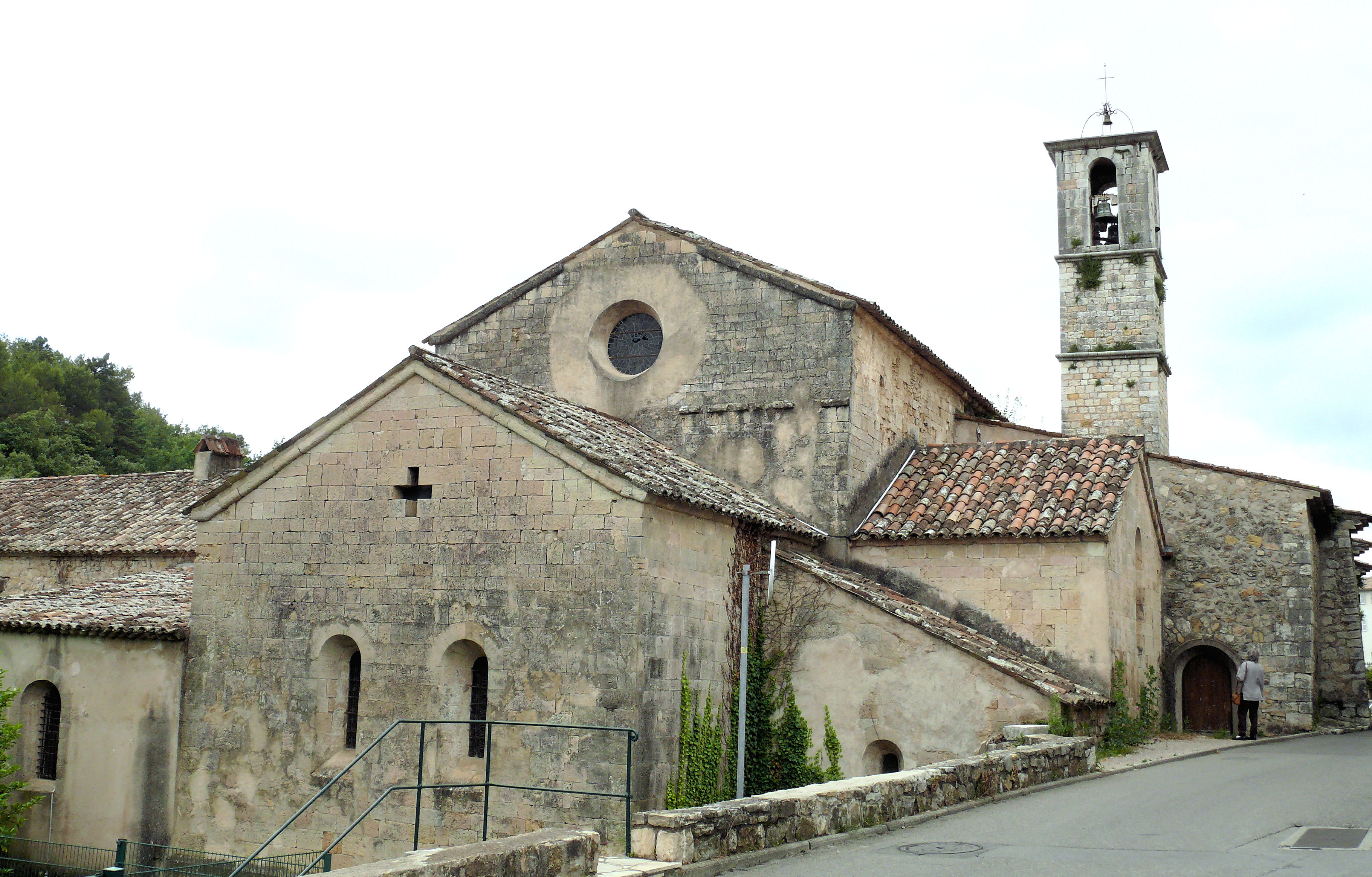
Chevet.
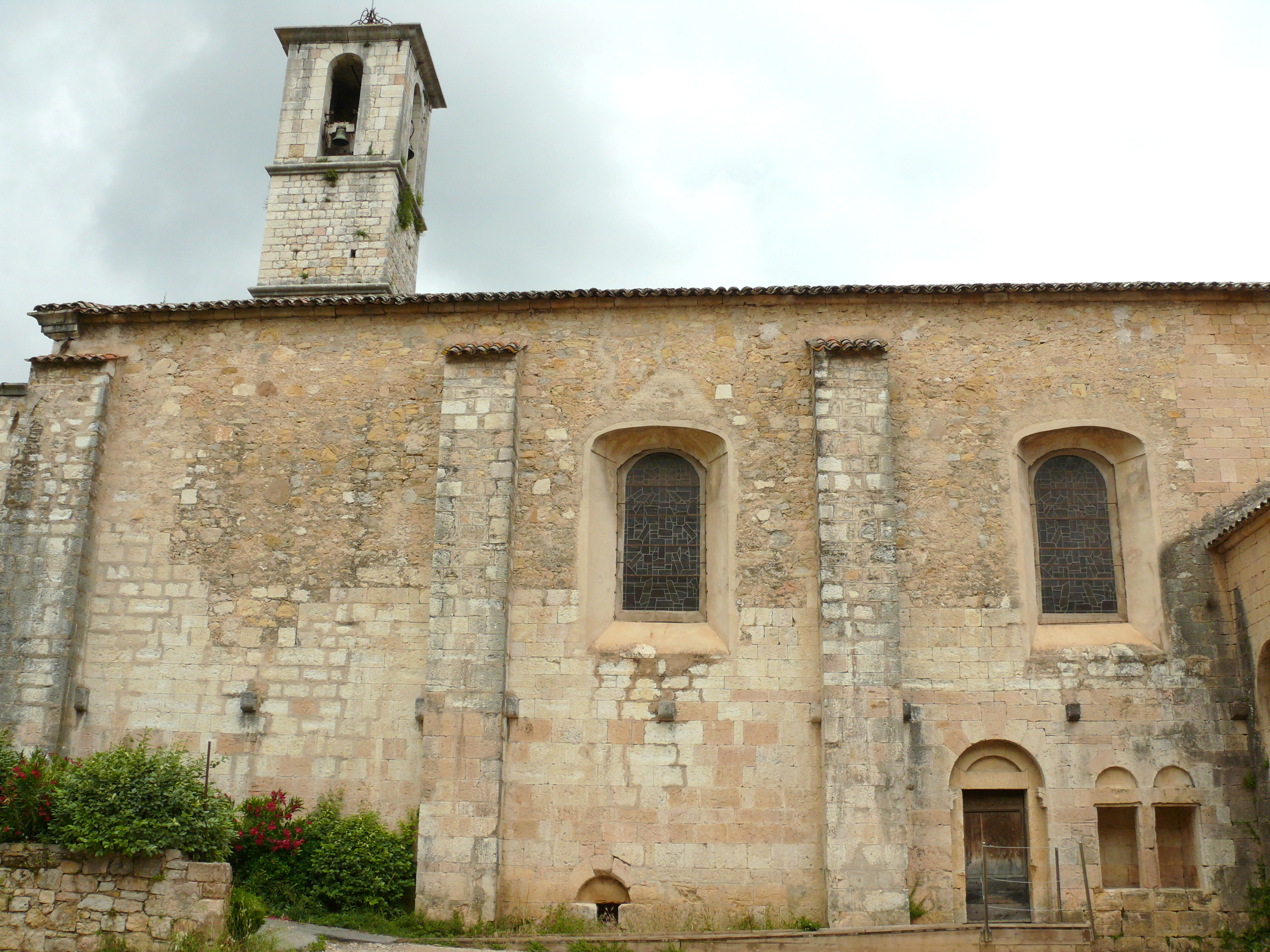
Flanc sud.
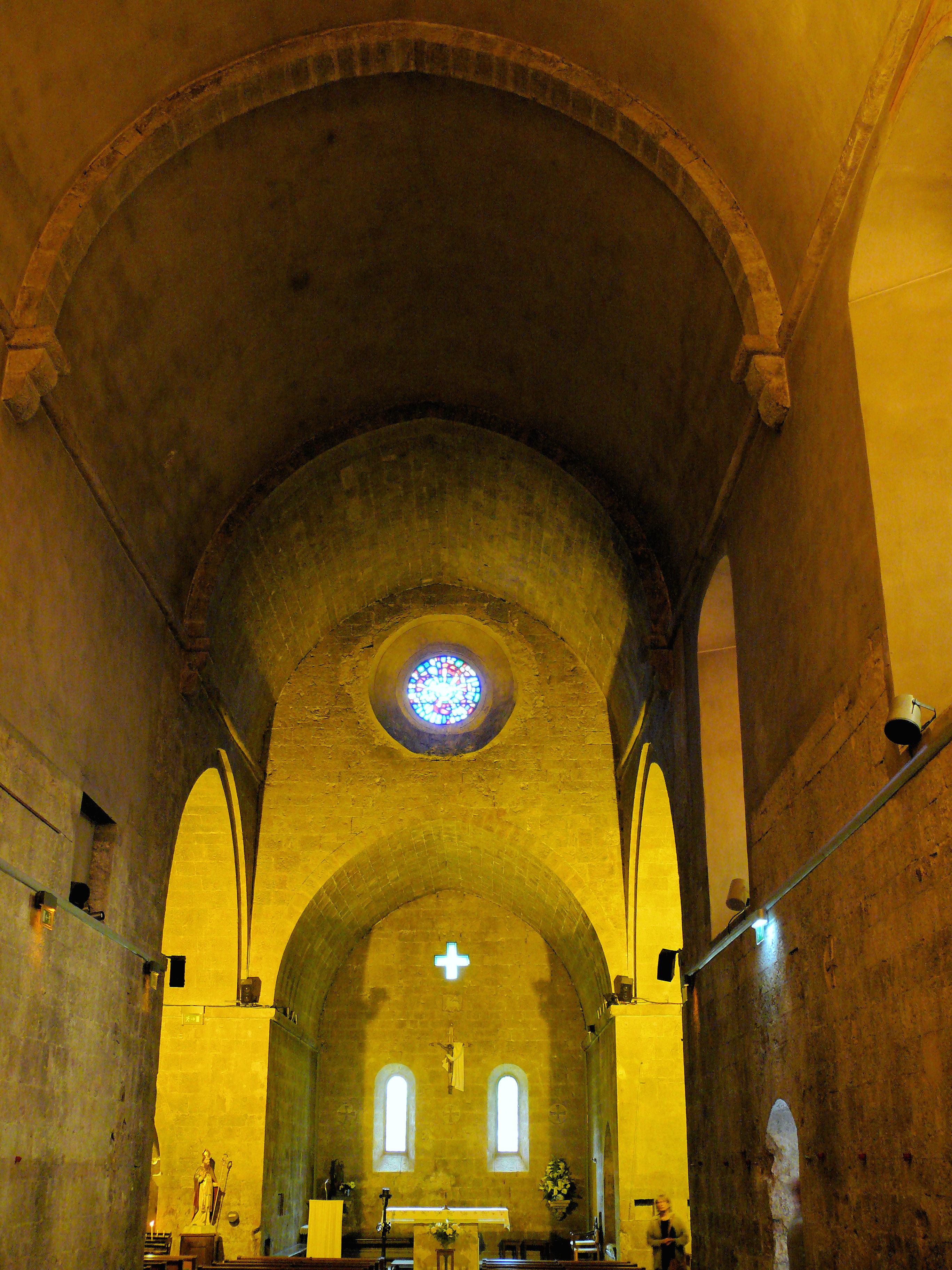
Nef.

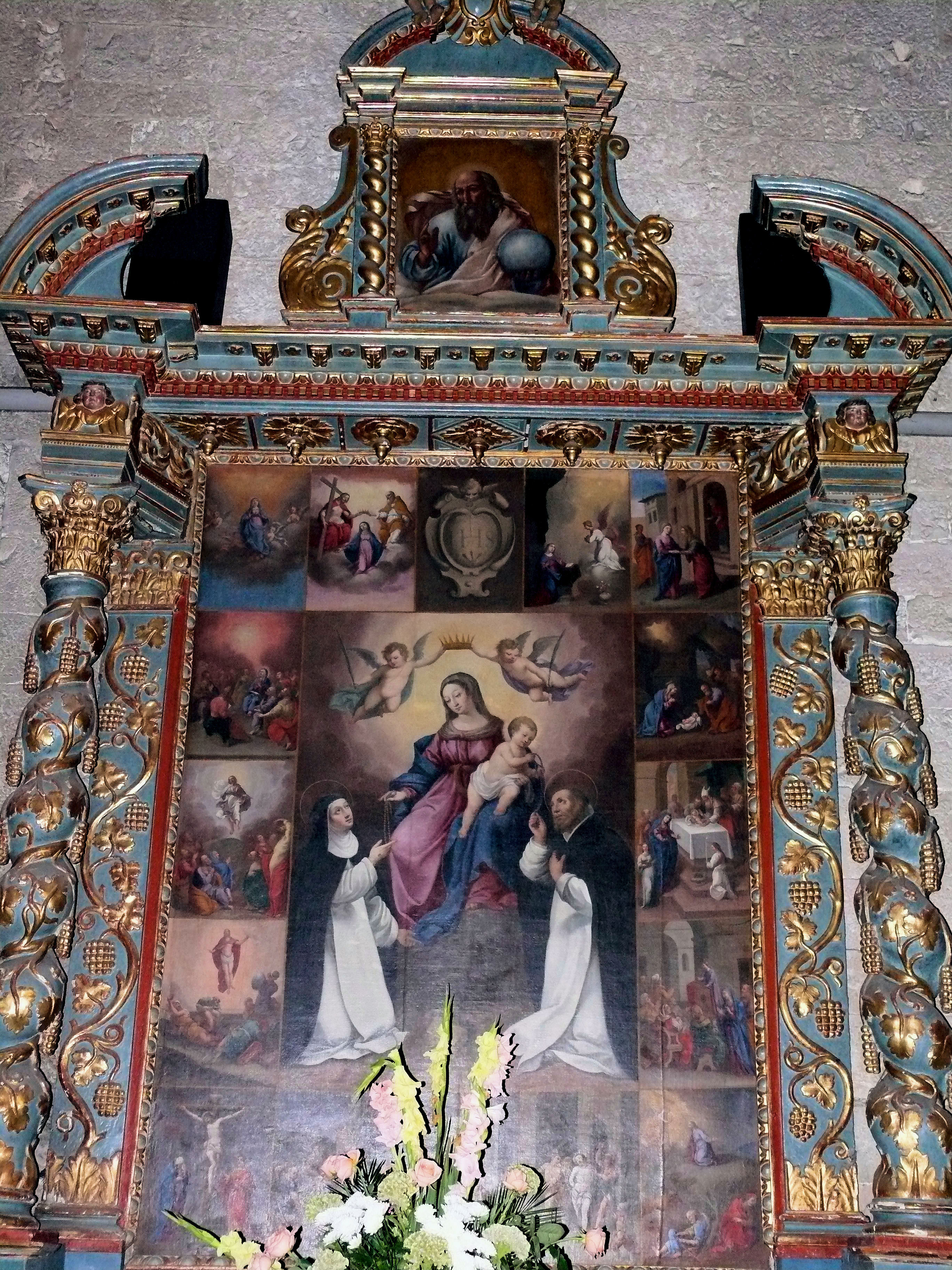
Retable.
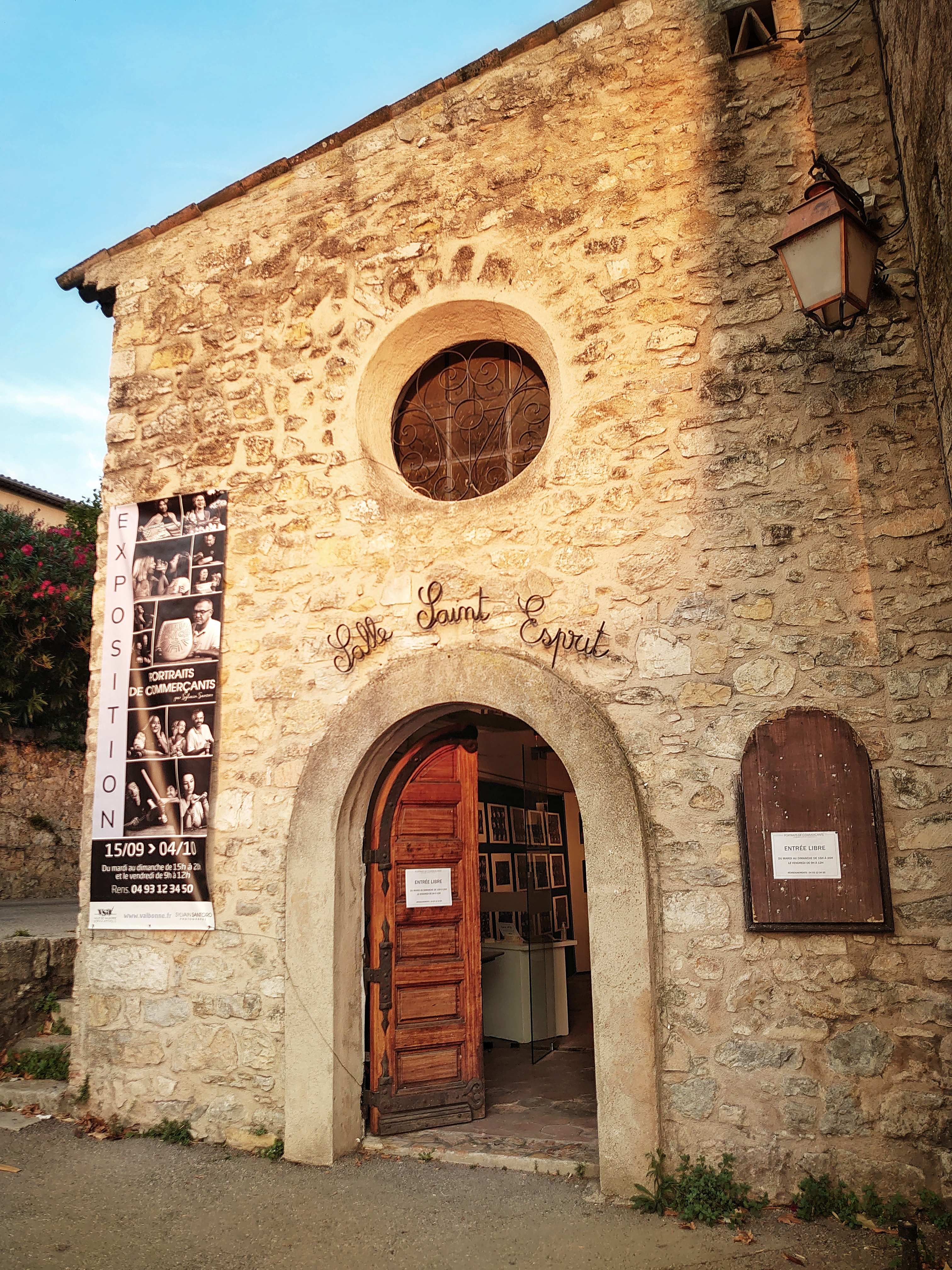
Salle Saint-Esprit.
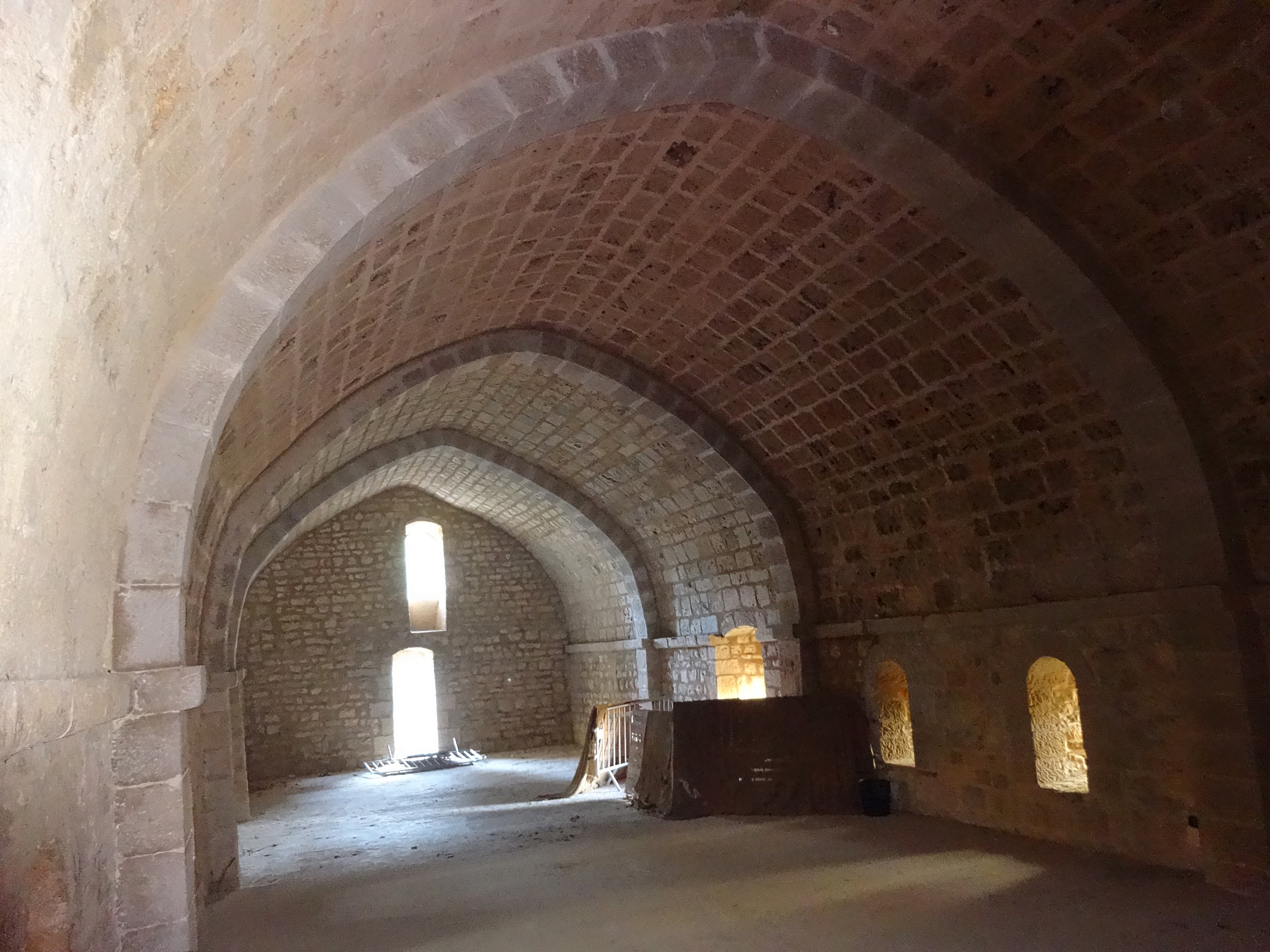
Ancien dortoir des moines.